# Kissenia capensis
Kissenia capensis är en brännreveväxtart som beskrevs av Stephan Ladislaus Endlicher. Kissenia capensis ingår i släktet Kissenia och familjen brännreveväxter. Inga underarter finns listade i Catalogue of Life.

## Bildgalleri

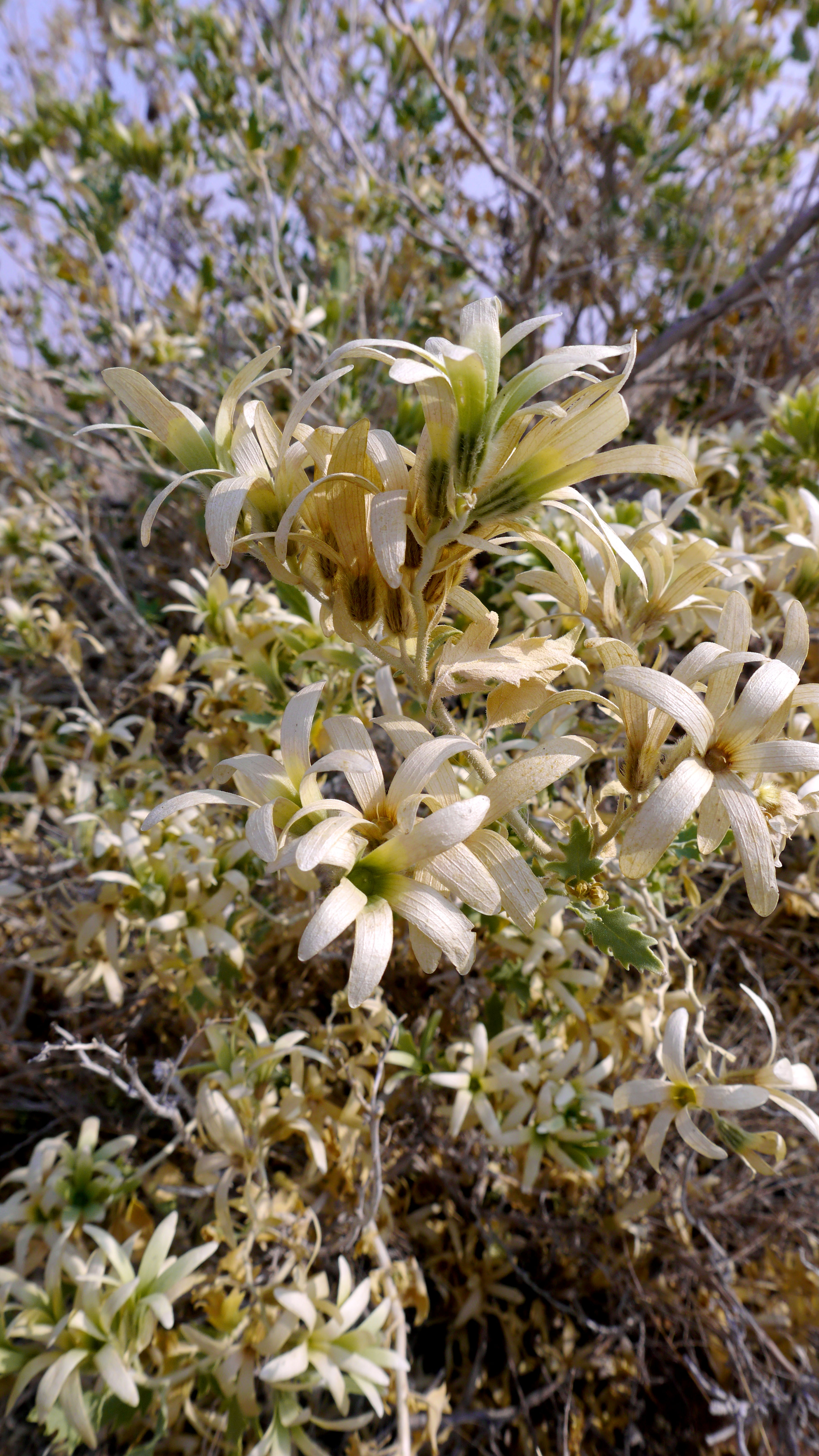
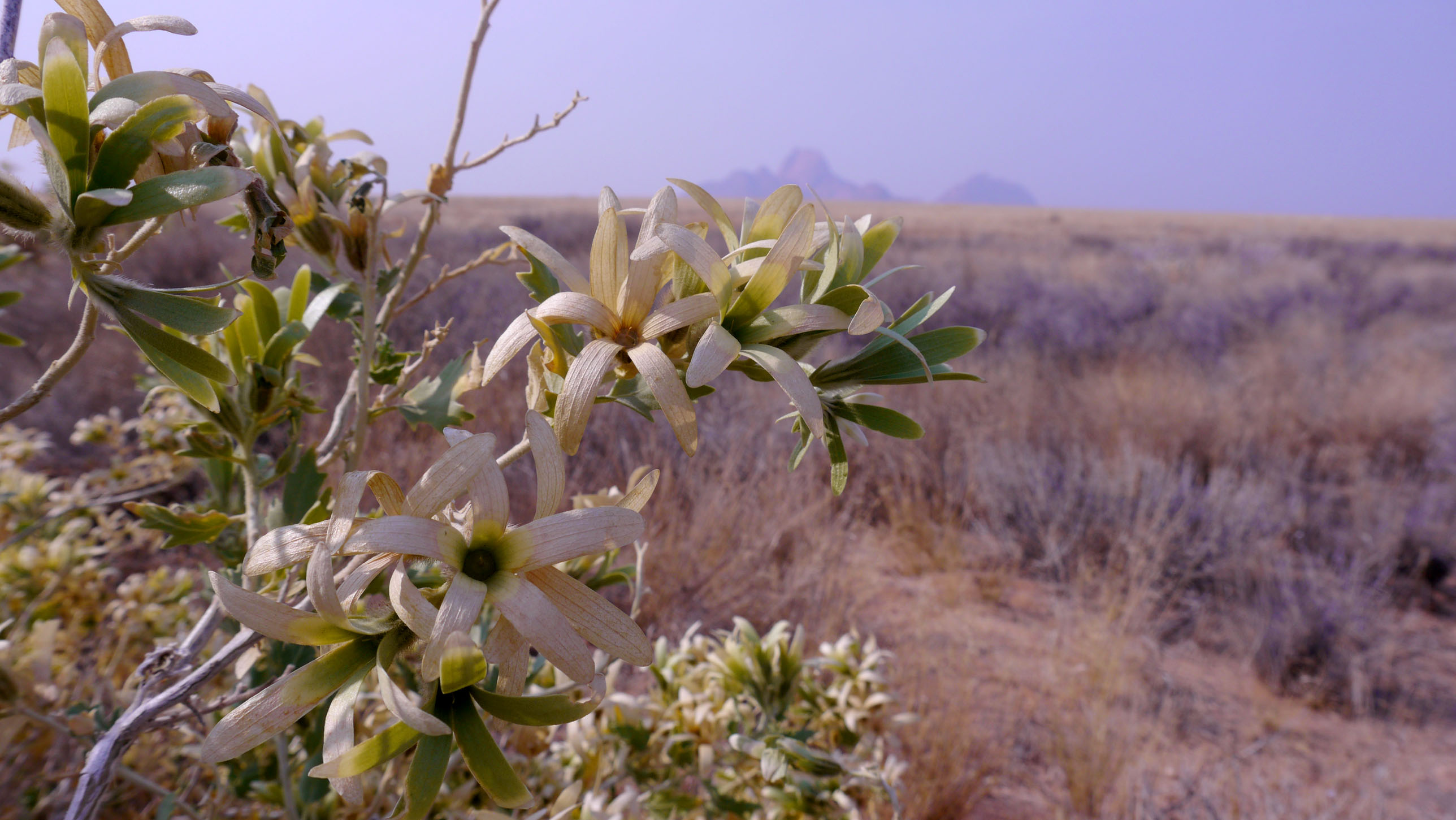